# 珍妮佛·懷斯曼
珍妮佛·懷斯曼（Jennifer Wiseman）是一位美國天文學家，哈伯太空望遠鏡的高級計畫科學家。

## 生平
珍妮佛·懷斯曼出生於阿肯色州芒廷霍姆的一個農村社區，之後獲得了麻省理工學院物理學學士學位和博士學位。1995年，懷斯曼在哈佛大學獲得天文學博士學位。
珍妮佛·懷斯曼是美國太空總署戈達德太空飛行中心的高級天文物理學家，並擔任哈伯太空望遠鏡的高級計畫科學家。她曾擔任系外行星和恆星天體物理實驗室主任。她利用電波、光學和紅外線望遠鏡研究銀河系的恆星形成區域，特別對分子雲核心、原恆星和外流物感興趣。她領導了一項重要的研究，繪製了獵戶座的恆星形成區域。

## 貢獻
懷斯曼於1987年在擔任哈佛大學助理期間發現了週期彗星114P/懷斯曼-史基福彗星。